# Lorena Spoladore
Lorena Spoladore (Maringá, 19 de dezembro de 1995) é uma atleta paralímpica brasileira. Conquistou a medalha de prata nos Jogos Paralímpicos de Verão de 2016 no Rio de Janeiro, representando seu país na categoria revezamento 4x100m T11-T13; além de uma medalha de bronze no salto em distância T11. Lorena também foi campeã Mundial de Salto em distância T11 em 2013 em Lyon e medalha de prata no salto em distância T11 no Mundial de Doha em 2015.

## Biografia
Lorena nasceu com um Glaucoma congênito, que causou a perda gradativa de sua visão.  Com 4 anos de idade ela já tinha 95% de sua visão comprometida e ficou totalmente cega 2 anos mais tarde.
Começou a praticar o atletismo aos 9 anos de idade e aos 15 começou a treinar como atleta de alto rendimento. Em 2012 passou a fazer parte da seleção brasileira de jovens de atletismo e a partir de 2015 passou a fazer parte da seleção adulta.

## Carreira
Em sua primeira competição internacional, Lorena superou as próprias expectativas e conquistou a medalha de ouro do Salto em Distância T11, no Campeonato Mundial Paralímpico em Lyon, França. Dois anos depois, no Mundial de Doha, no Qatar, ficou com a Medalha de prata.
Em 2016 participou de sua primeira Olimpíada, os Jogos Paralímpicos de Verão de 2016 no Rio de Janeiro. Nessa competição conquistou a Medalha de Bronze no salto em distância T11 e uma medalha de prata no revezamento 4x100m T11-T13.